# Blue Gene (album de Gene Ammons)
Pour les articles homonymes, voir Blue Gene.
Blue Gene est un album de jazz enregistré en 1958 à Hackensack dans le New Jersey aux États-Unis par un septet emmené par le saxophoniste américain Gene Ammons.
Le site AllMusic attribue 3 étoiles à l'album et souligne que la dernière des jam sessions d'Ammons pour le label Prestige met en scène un excellent septet.

## Historique

### Enregistrement et production

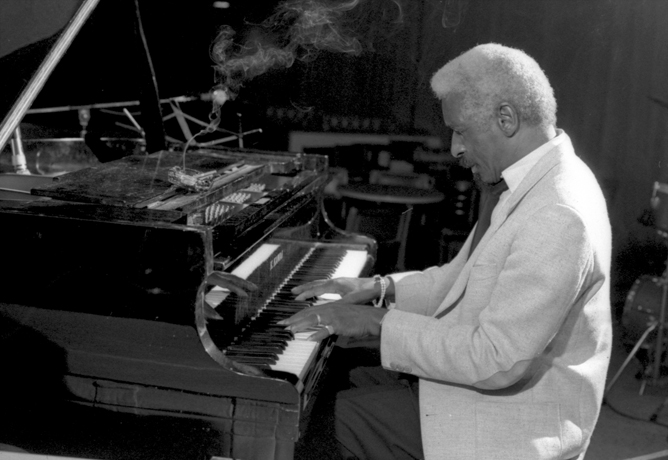
Mal Waldron.

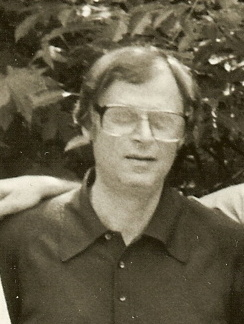
Rudy Van Gelder.

L'album Blue Gene est enregistré le 3 mai 1958 au studio de Rudy Van Gelder à Hackensack dans le New Jersey près de New York aux États-Unis par les saxophonistes Gene Ammons et Pepper Adams, le trompettiste Idrees Sulieman, le pianiste Mal Waldron, le contrebassiste Doug Watkins et le batteur Art Taylor, accompagnés de Ray Barretto aux congas,,.
L'album est produit par Bob Weinstock (1928 - 2006),, producteur de disques américain et fondateur du label Prestige Records qu'il a créé en 1949 sous le nom de New Jazz.
Il est enregistré dans son studio de Hackensack par Rudy Van Gelder (1924 - 2016),, un ingénieur du son spécialisé dans le jazz, considéré comme l'un des meilleurs ingénieurs de l'histoire de l'enregistrement, dont on estime qu'il a enregistré et mixé plus de 2 000 albums.  Son premier studio, connu durant les années 1950 sous le nom de « Van Gelder Studio, Hackensack, New Jersey », était en fait le living room de la maison de ses parents, située sur Prospect Avenue à Hackensack,. Ce n'est qu'en 1959 qu'il ouvrira son vrai studio, connu sous le nom de « Van Gelder Studio, Englewood Cliffs, New Jersey ». L'album Blue Gene a donc été enregistré dans le living room des parents de Rudy Van Gelder et pas encore dans son studio définitif.

### Publication
L'album Blue Gene sort en disque vinyle en 1958 sous la référence PRLP 7146 sur le label Prestige Records.
La notice originale de l'album (original liner notes) est de la main d'Ira Gitler (1928 - 2019), journaliste et historien du jazz et auteur d'une encyclopédie du jazz avec Leonard Feather.

### Rééditions
L'album Blue Gene est réédité à plusieurs reprises en disque vinyle de 1965 à 2012 par les labels Prestige, Original Jazz Classics, Fantasy et Analogue Productions,.  
À partir de 1987, il est réédité en CD par les labels Prestige, Original Jazz Classics et Universal,.

## Accueil critique
Dans la notice de l'album originel, Ira Gitler décrit l'album en ces termes « Le blues lent Blue Gene ouvre l'album suivi du blues rapide Scamperin'. La deuxième face a encore un autre blues ; cette fois-ci, il est dans un groove moyennement funk, intitulé à juste titre Blue Greens 'N Beans. La ballade en mode mineur Hip Tip clôt la session. Comme il n'y a qu'un seul musicien pour chaque type d'instrument, vous n'aurez aucun mal à identifier les solistes. Chacun, sauf Taylor et Barretto, a l'occasion de se mettre en évidence lors d'une session à la fois détendue et inspirée. Bien qu'Art et Ray ne jouent pas de solo, ils démontrent tout au long de l'album qu'ils savent ce qu'est le swing ».
Dans cette notice Gitler ne tarit pas d'éloges pour le joueur de conga Ray Barretto : « Plus que tout autre interprète de cet instrument de percussion latin, il comprend son utilisation dans un contexte de jazz. Ray a joué avec Tito Puente et Pete Terrace, mais il était déjà membre de combos de jazz avant de jouer avec ces groupes latins ».
Le site AllMusic n'attribue que 3 étoiles à l'album et pourtant son critique musical Scott Yanow est plutôt élogieux : « La dernière de ses jam sessions pour Prestige met en scène un excellent septet (le leader au ténor, le trompettiste Idrees Sulieman, le baryton Pepper Adams, le pianiste Mal Waldron, le bassiste Doug Watkins, le batteur Art Taylor et Ray Barretto aux congas) qui s'étend sur trois blues originaux et la ballade Hip Tip ; les quatre morceaux ont été écrits par Waldron. Peu de surprises se produisent, mais chacun joue à son niveau élevé habituel ».

## Liste des morceaux
L'album comprend quatre morceaux, tous composés par le pianiste Mal Waldron :
| 1.    | Blue Gene            | Mal Waldron | 13:55 |
| 2.    | Scamperin'           | Mal Waldron | 8:46  |
| 3.    | Blue Greens 'N Beans | Mal Waldron | 9:02  |
| 4.    | Hip Tip              | Mal Waldron | 8:55  |
| 40:38 |                      |             |       |

## Musiciens
- Gene Ammons : saxophone ténor, clarinette
- Pepper Adams : saxophone baryton
- Idrees Sulieman : trompette
- Mal Waldron : piano
- Doug Watkins : contrebasse
- Art Taylor : batterie
- Ray Barretto : conga